# Babakotia radofilai
Babakotia radofilai är en utdöd primat som levde på Madagaskar. Den listas tillsammans med några andra utdöda primater i familjen Palaeopropithecidae.
Halvfossila kvarlevor av arten hittades i avlagringar och i en grotta på norra Madagaskar. Med sin något långsträckta skalle hade den troligen ett utseende som liknade dagens silkeslemurer, särskild arten indri. Andra detaljer av skallen förekom även hos det utdöda släktet Mesopropithecus som ingår i samma familj. De långa övre premolarerna hittas däremot hos ingen annan medlem i underordningen lägre primater (Strepsirrhini). Unik för arten är även andra detaljer av kindtänderna.
I kroppsbyggnaden liknade arten andra medlemmar från samma familj med främre extremiteter som var längre än bakbenen. Uppskattningsvis hade Babakotia radofilai en vikt av 15 till 20 kg. Med sina långa händer och fötter hade den troligen bra förmåga att hålla sig fast på grenar. Arten hade antagligen ett beteende som de nu levande sengångarna. Djuret dog troligen ut för 1000 år sedan. Det är inte känt om människor var involverade i artens försvinnande men det kan inte uteslutas.